# Förbudets järnlag

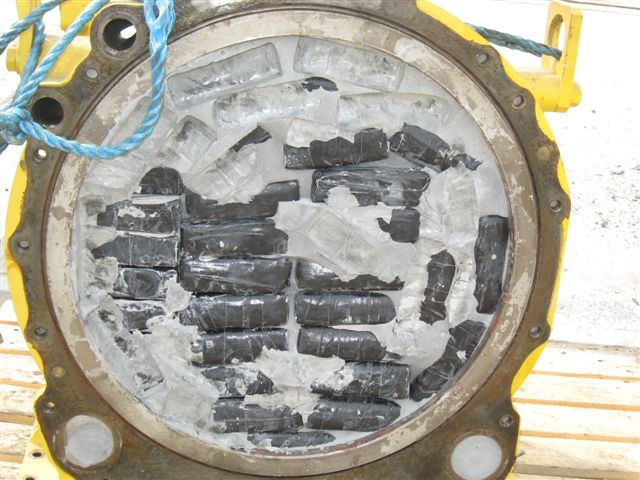
Kokain värt 8,25 miljoner brittiska pund gömt i en försändelse av maskindelar.

Förbudets järnlag är en term som hävdar att när bekämpningen av droger blir mer intensiv ökar styrkan hos förbjudna ämnen. Kort formulerat lyder den såhär: "ju hårdare brottsbekämpning, desto hårdare droger."
Denna lag är en tillämpning av Alchian-Allen-effekten. Den bygger på premissen att när droger eller alkohol är förbjudna kommer de att produceras på svarta marknader i mer koncentrerade och kraftfulla former, eftersom dessa mer potenta former erbjuder bättre effektivitet i affärsmodellen – de tar mindre plats i lagring, mindre vikt i transporter, och de säljs för mer pengar. Ekonomen Mark Thornton skriver att förbudets järnlag undergräver argumentet till förmån för förbud, eftersom de högre potensformerna är mindre säkra för konsumenten. 

## Resonemang

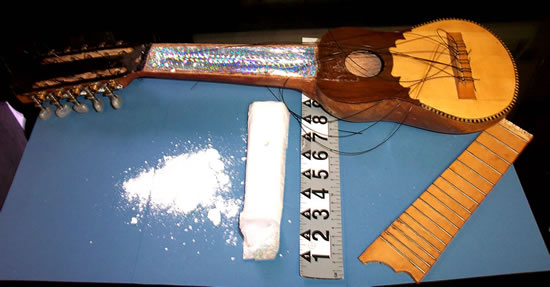
En charango som använts för att smuggla kokain.

Thornton publicerade forskning som visar att styrkan av cannabis ökade som svar på ökning av tillslagen till cannabisbekämpning. Han utökade senare denna forskning i sin avhandling till att omfatta andra illegala droger och alkohol under förbudet i USA ( 1920–1933). Det grundläggande tillvägagångssättet är baserat på Alchian och Allens sats som säger att en fast kostnad (t.ex. transportavgift) som läggs till priset för två sorter av samma produkt (till exempel röda äpplen av hög kvalitet och röda äpplen av låg kvalitet) resulterar i större försäljning av den dyrare sorten. När detta tillämpas på drogsmuggling blir de mer potenta produkterna leverantörernas huvudfokus. Thornton noterar att den största merkostnaden vid illegal försäljning är att undvika upptäckt. Thornton säger vidare att om droger legaliseras kommer konsumenterna att börja välja formerna med högre styrka i mindre grad. Till exempel kommer vissa kokainanvändare att gå över till kokablad och heroinmissbrukare gå över till opium.
Skiftet från öl till vin och från vin till starksprit under den amerikanska förbudstiden har en parallell i narkotikahandeln i slutet av 1900-talet. Skrymmande opium var olagligt, så raffinerat heroin blev vanligare, om än med betydande risk för blodburna sjukdomar på grund av injektionsbruk, och mycket större risk för dödsfall på grund av överdos. Marijuana befanns också vara för skrymmande och besvärligt för att smuggla över gränserna, så smugglare vände sig till raffinerat kokain med dess mycket högre styrka och vinst per kilo.  Den kliniska psykiatrikern Michael J. Reznicek skriver att metamfetamin helt och hållet är en produkt av förbudspolitiken. På 2010-talet har järnlagen åberopats för att förklara varför heroin undanträngs av fentanyl och andra, ännu starkare, syntetiska opioider.